# Parachronistis albicapitella
Parachronistis albicapitella är en fjärilsart som beskrevs av Doubleday 1859. Parachronistis albicapitella ingår i släktet Parachronistis och familjen stävmalar. Inga underarter finns listade i Catalogue of Life.